# Vestingkanaal

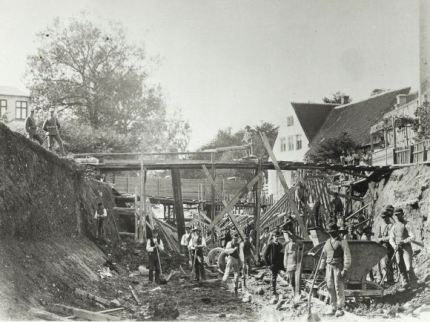
Het kanaal wordt gegraven (1885)

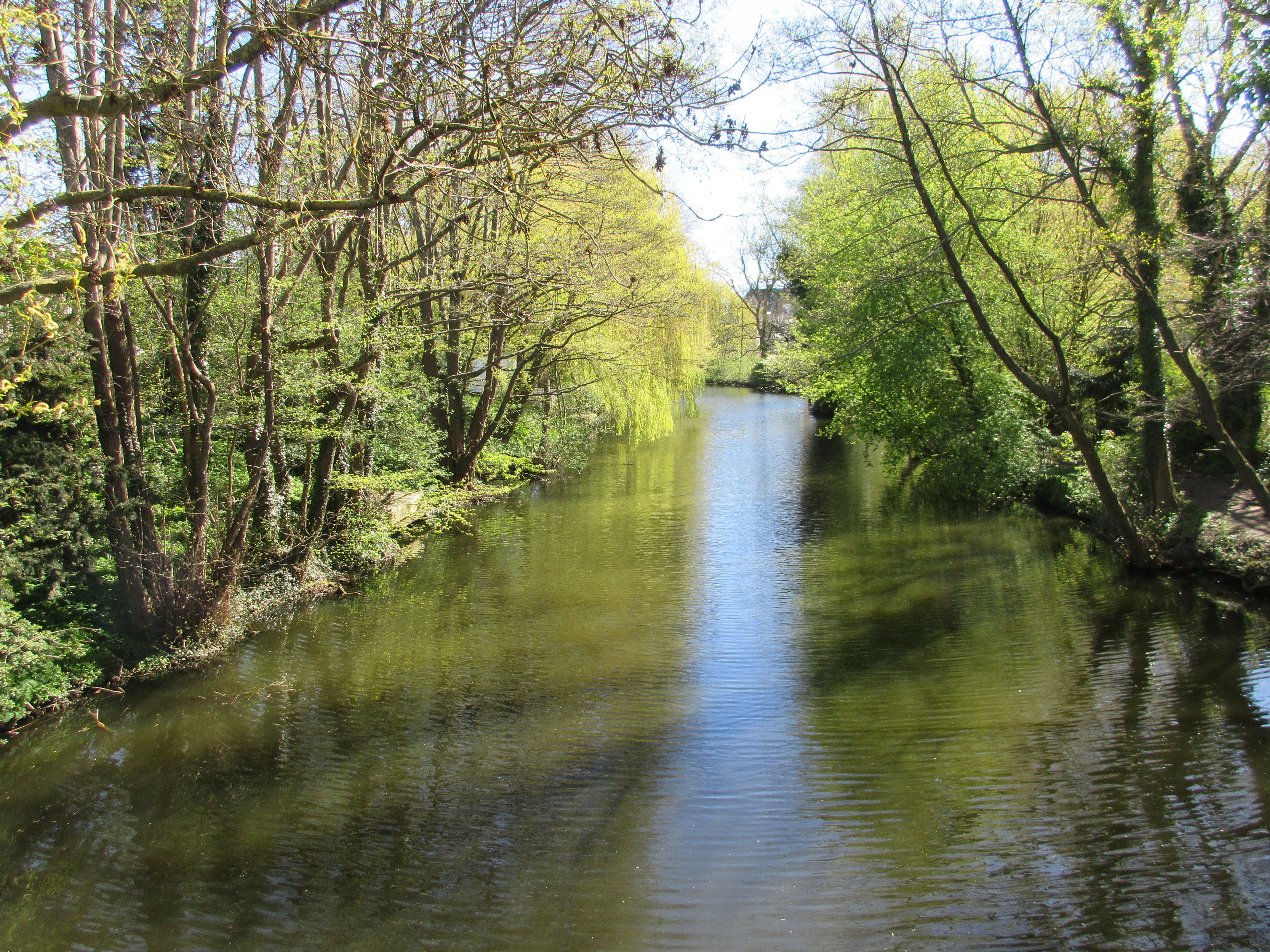
Het kanaal in 2017

Het Vestingkanaal (Deens: Fæstningskanalen) werd in 1887-88 gegraven ter verdediging van de Deense hoofdstad. Het vlakke landschap ten westen van Kopenhagen maakte een heimelijk optrekken van de vijand onmogelijk. Hier werd een kanaal gegraven met daarachter een aarden wal voor de opstelling van geschut. Het waterniveau in het kanaal kon worden verhoogd om meer land onder water te zetten.

## Ligging
De Stelling van Kopenhagen ligt op zo’n 7 kilometer van de hoofdstad. Op het eiland Seeland liggen de meeste verdigingswerken. Ten noorden en noordwesten van de stad liggen lage heuvels en hier zijn voor de verdediging artillerieforten gebouwd. In het westen is het landschap vlakker en kon worden volstaan met een waterhindernis.
Het kanaal begint in het noorden bij Husum en het 200 hectare grote meer, Utterslev Mose. Van daaruit maakt het een bocht naar het zuidwesten om in zuidelijke richting te eindigen. Het is tussen de 20 en 30 meter breed en maximaal 2,5 meter diep. Om het waterpeil te beheersen werden inlaatsluizen en dammen gebouwd. Diverse bruggen werden aangelegd om het lokale verkeer te faciliteren.

## Beschrijving
Een kanaal met een lengte van 14 kilometer werd in 1887-1888 met de hand gegraven met caponnières en daarachter een aarden wal. Achter de wallen werd geschut opgesteld die de vijand al op afstand kon beschieten. Een smalspoor maakte de aanvoer van munitie en andere oorlogsmaterieel mogelijk.
Als de vijand er desondanks in slaagde het kanaal te bereiken dan werd zij onder vuur genomen vanuit de caponnières. Deze stevige bouwwerken liggen langs het hele kanaal met een onderlinge afstand van ongeveer 600 meter. Zij vuurden met kleine snelvuurkanonnen en machinegeweren, voor de wallen in de lengterichting van het kanaal, om de aanvallende infanterie zware verliezen toe te brengen. Bij een oorlogsdreiging werd meer water ingelaten waarmee een extra stuk land zou worden geïnundeerd. Iets verder achter het kanaal lagen nog zeven batterijen om de verdediging te versterken en magazijnen met munitie. Deze combinatie van maatregelen zou afdoende moeten zijn om de weg naar Kopenhagen te blokkeren.

## Tegenwoordig
Rond de jaren dertig van de 20e eeuw raakte de stelling in verval. Het had geen militair nut meer, op het  onderhoud werd bezuinigd en op sommige plaatsen werd het kanaal zelfs gedempt. Aan het begin van de 21e eeuw nam de belangstelling weer toe en grote delen zijn gerestaureerd en weer geschikt gemaakt voor de pleziervaart. 